# Live at the Whiskey A-Go-Go '69
Albums de Humble Pie
Back on Track (en)
(2002)
Live at the Whiske A-Go-Go '69  est un album enregistré en public du groupe rock britannique Humble Pie. Il est sorti le 5 mars 2002 sur le label Sanctuary Records et a été mixé par Jerry Shirley.
Cet album fut enregistré en décembre 1969 au Whisky a Go Go de Los Angeles pendant la première tournée américaine du groupe. Le contenu de l'album ne comprend qu'un seul titre signé par le groupe, The Sad Bag of Shakey Jake, un titre du deuxième album Town and Country. Le reste de l'album comprend des reprises de chansons telles que For Your Love, Shakin' All Over, Hallelujah I Love Her So, etc, mais dans un style beaucoup plus proche du blues, cher à Steve Marriott. 

## Liste des titres
| No | Titre                      | Auteur          | Durée |
| -- | -------------------------- | --------------- | ----- |
| 1. | For Your Love              | Graham Gouldman | 9:17  |
| 2. | Shakin' All Over           | Frederick Heath | 11:49 |
| 3. | Hallelujah I Love Her So   | Ray Charles     | 3:42  |
| 4. | The Sad Bag of Shakey Jake | Steve Marriott  | 3:40  |
| 5. | Walk On Gilded Splinters   | Dr John         | 21:21 |

## Musiciens
- Steve Marriott : chant, guitares, harmonica
- Peter Frampton : chant, guitares
- Jerry Shirley : batterie, percussions
- Greg Ridley : basse